# Lac de la Sagamité
Pour l’article homonyme, voir Sagamité.
Le lac de la Sagamité est un lac situé dans le quartier de Notre-Dame-des-Laurentides, dans l'arrondissement de Charlesbourg, à Québec.

## Toponymie
Le nom du lac fait référence à la sagamité, un mets de base autochtone. Il apparaît en 1878 sur la carte Atlas of the City and the Country of Quebec de W. H. Hopkins. Il est ensuite renommé « lac Fortier » avant de reprendre son nom initial en 2001,. Le toponyme est officialisé le 25 janvier 2001 par la Commission de toponymie du Québec.

## Géographie
Le lac inclut dans sa portion nord une tourbière minérotrophe. On y trouve des herbacées et des mousses. La canneberge, le mélèze laricin et le rhododendron du Canada sont présents. Le lac est alimenté principalement par le ruisseau Dugas. Il est voisin et relié au lac Clément, situé en amont et duquel il est séparé par l'autoroute 73. 94,1% de son alimentation provient du ruissellement dans son bassin versant contre 5,9% par précipitations directes.

## Histoire
À l'automne 2009, onze remorques de détritus sont retirés des abords du lac. Jusqu'en 2022, le lac fait partie d'une propriété privée (le « Domaine de la Sagamité »). Son propriétaire reçoit une subvention gouvernementale en 2010 afin de développer un projet récréotouristique. En mars 2022, la Ville de Québec en fait l'acquisition avec Canards illimités pour 2,3 millions $. Des activités d'interprétation et d'observation de la nature sont envisagés. 